# Abeiku Jackson
Pour les articles homonymes, voir Jackson.
Abeiku Gyekye Jackson, né le 12 avril 2000 à Accra, est un nageur ghanéen.

## Carrière
Abeiku Jackson commence la natation dès l'âge de trois ans
Il remporte aux Championnats d'Afrique de natation 2021 à Accra la médaille de bronze sur 100 mètres papillon et la médaille d'argent sur 50 mètres papillon.
Il obtient aux Championnats d'Afrique de natation 2022 à Tunis la médaille d'or sur 100 mètres papillon et la médaille d'argent sur 50 mètres papillon.
Aux Jeux africains de 2023 à Accra, il est médaillé d'argent sur 50 mètres papillon et médaillé de bronze sur 100 mètres papillon.